# 이훈구
이훈구(李勳求, 1896년 6월 6일 서천 ~ 1961년)는 대한민국의 교육자, 정치인이다. 초대, 제5대 국회의원을 역임하였다.

## 생애
수원농림전문학교를 거쳐 1924년 일본 도쿄 제국대학 농학부 농학과에서 3년간 수료하고, 이어 미국으로 건너가 1927년 캔자스주립농과대학 대학원을 수료하고 위스콘신주립대학에서 농업경제학전공으로 PHID 학위를 받았다.
1930년 난징에 가서 금릉 대학(金陵大學)교수가 되고, 이듬해 귀국하여 평양 숭실전문학교 교수로 농과과장을 지내다가 1938년 조선일보사 주필 겸 부사장이 되었다. 또한, 공주영명학교 교사와 미국 농무부 농업경제국 촉탁직으로도 일했다.
광복 후 미군정청 노무부장으로 있다가 제헌국회의원에 당선되고 단국대학교 학장과 성균관대학교 총장 등을 역임하였다.
4·19 후 민주사회당(民主社會黨)을 창당하여 위원장이 되고, 초대참의원의원에 당선되었다.
저서로는 《조선농업론》(朝鮮農業論)·《만주(滿洲)와 조선인(朝鮮人)》이 있다.

## 역대 선거 결과
|  | 34.16% |

|  | 27.02% |

|  | 28.52% |

|  | 14.69% |

## 참고 자료
- 《대한민국 의정총람》, 국회의원총람발간위원회, 1994년
- 이훈구 - 대한민국헌정회